# イギリスの首相配偶者
連合王国首相の配偶者（れんごうおうこくしゅしょうのはいぐうしゃ、英語: Spouse of the Prime Minister of the United Kingdom）は、イギリスの首相の妻もしくは夫である。
首相配偶者は公的な役職ではないため、給与や公的職務は与えられていない。シェリー・ブレアなど一部の配偶者は独自の役割を果たした。

## 一覧
| 首相                                                                 | 期間                            | 配偶者                                                 |
| -------------------------------------------------------------------- | ------------------------------- | ------------------------------------------------------ |
| サー・ロバート・ウォルポール                                         | 1721年4月4日 – 1737年8月20日    | キャサリン・ウォルポール(旧姓ショーター)               |
| サー・ロバート・ウォルポール                                         | 1737年8月20日 – 1738年3月3日    | 無し                                                   |
| サー・ロバート・ウォルポール                                         | 1738年3月3日 – 1738年6月4日     | マリア・ウォルポール(旧姓スケレット)                   |
| サー・ロバート・ウォルポール                                         | 1738年6月4日 – 1742年2月11日    | 無し                                                   |
| 初代ウィルミントン伯爵 スペンサー・コンプトン                        | 1742年2月16日 – 1743年7月2日    | 無し                                                   |
| ヘンリー・ペラム                                                     | 1743年8月27日 – 1754年3月6日    | キャサリン・ペラム(旧姓マナーズ)                       |
| 初代ニューカッスル公爵 トマス・ペラム＝ホールズ                      | 1754年3月16日 – 1756年11月16日  | ハリエット・ペラム＝ホールズ (旧姓ゴドルフィン)        |
| 第4代デヴォンシャー公爵 ウィリアム・キャヴェンディッシュ             | 1756年11月16日 – 1757年6月25日  | 無し                                                   |
| 初代ニューカッスル公爵 トマス・ペラム＝ホールズ                      | 1757年7月2日 – 1762年5月26日    | ハリエット・ペラム＝ホールズ (旧姓ゴドルフィン)        |
| 第3代ビュート伯爵 ジョン・ステュアート                               | 1762年5月26日 – 1763年4月16日   | メアリー・ステュアート(旧姓モンタギュー)               |
| ジョージ・グレンヴィル                                               | 1763年4月16日 – 1765年7月13日   | エリザベス・グレンヴィル(旧姓ウィンダム)               |
| 第2代ロッキンガム侯爵 チャールズ・ワトソン＝ウェントワース           | 1765年7月13日 – 1766年7月30日   | メアリー・ワトソン＝ウェントワース(旧姓ブライト)       |
| 初代チャタム伯爵 ウィリアム・ピット                                  | 1766年7月30日 – 1768年10月14日  | 初代チャタム女男爵ヘスター・ピット(旧姓グレンヴィル)   |
| 第3代グラフトン公爵 オーガスタス・フィッツロイ                       | 1768年10月14日 – 1769年3月23日  | アン・フィッツロイ(旧姓リデル)                         |
| 第3代グラフトン公爵 オーガスタス・フィッツロイ                       | 1769年3月23日 – 1769年6月24日   | 無し                                                   |
| 第3代グラフトン公爵 オーガスタス・フィッツロイ                       | 1769年6月24日 – 1770年1月28日   | エリザベス・フィッツロイ(旧姓ロッテスリー)             |
| ノース卿 フレデリック・ノース                                        | 1770年1月28日 – 1782年3月22日   | アン・ノース(旧姓スピーク)                             |
| 第2代ロッキンガム侯爵 チャールズ・ワトソン＝ウェントワース           | 1782年3月27日 – 1782年7月1日    | メアリー・ワトソン＝ウェントワース(旧姓ブライト)       |
| 第2代シェルバーン伯爵 ウィリアム・ペティ                             | 1782年7月4日 – 1783年4月2日     | ルイーザ・ペティ(旧姓フィッツパトリック)               |
| 第3代ポートランド公爵 ウィリアム・キャヴェンディッシュ＝ベンティンク | 1783年4月2日 – 1783年12月19日   | ドロシー・ベンティンク(旧姓キャヴェンディッシュ)       |
| ウィリアム・ピット                                                   | 1783年12月19日 – 1801年3月14日  | 無し                                                   |
| ヘンリー・アディントン                                               | 1801年3月17日 – 1804年5月10日   | アーシュラ・アディントン(旧姓ハモンド)                 |
| ウィリアム・ピット                                                   | 1804年5月10日 – 1806年1月23日   | 無し                                                   |
| 初代グレンヴィル男爵 ウィリアム・グレンヴィル                        | 1806年2月11日 – 1807年3月31日   | アン・グレンヴィル(旧姓ピット)                         |
| 第3代ポートランド公爵 ウィリアム・キャヴェンディッシュ＝ベンティンク | 1807年3月31日 – 1809年10月4日   | 無し                                                   |
| スペンサー・パーシヴァル                                             | 1809年10月4日 – 1812年5月11日   | ジェーン・パーシヴァル(旧姓ウィルソン)                 |
| 第2代リヴァプール伯爵 ロバート・ジェンキンソン                       | 1812年6月8日 – 1821年6月12日    | ルイーザ・ジェンキンソン(旧姓ハービー)                 |
| 第2代リヴァプール伯爵 ロバート・ジェンキンソン                       | 1821年6月12日 – 1822年9月24日   | 無し                                                   |
| 第2代リヴァプール伯爵 ロバート・ジェンキンソン                       | 1822年9月24日 – 1827年4月9日    | メアリー・ジェンキンソン(旧姓キャスター)               |
| ジョージ・カニング                                                   | 1827年4月10日 – 1827年8月8日    | ジョーン・カニング(旧姓スコット)                       |
| 初代ゴドリッチ子爵 フレデリック・ロビンソン                          | 1827年8月31日 – 1828年1月21日   | サラ・ロビンソン(旧姓ホバート)                         |
| 初代ウェリントン公爵 アーサー・ウェルズリー                          | 1828年1月22日 – 1830年11月16日  | キャサリン・ウェルズリー(旧姓パクナム)                 |
| 第2代グレイ伯爵 チャールズ・グレイ                                   | 1830年11月22日 – 1834年7月9日   | メアリー・グレイ(旧姓ポンソンビー)                     |
| 第2代メルバーン子爵 ウィリアム・ラム                                 | 1834年7月16日 – 1834年11月14日  | 無し                                                   |
| 初代ウェリントン公爵 アーサー・ウェルズリー                          | 1834年11月14日 – 1834年12月10日 | 無し                                                   |
| 第2代準男爵 サー・ロバート・ピール                                   | 1834年12月10日 – 1835年4月8日   | ジュリア・ピール(旧姓フロイド)                         |
| 第2代メルバーン子爵 ウィリアム・ラム                                 | 1835年4月18日 – 1841年8月30日   | 無し                                                   |
| 第2代準男爵 サー・ロバート・ピール                                   | 1841年8月30日 – 1846年6月29日   | ジュリア・ピール(旧姓フロイド)                         |
| ジョン・ラッセル卿                                                   | 1846年6月30日 – 1852年2月21日   | フランセス・ラッセル(旧姓キニンマウンド)               |
| 第14代ダービー伯爵 エドワード・スミス＝スタンリー                    | 1852年2月23日 – 1852年12月17日  | エマ・スミス＝スタンリー(旧姓ブートレ＝ウィルブラハム) |
| 第4代アバディーン伯爵 ジョージ・ハミルトン＝ゴードン                 | 1852年12月19日 – 1855年1月30日  | ハリエット・ハミルトン＝ゴードン(旧姓ダグラス)         |
| 第3代パーマストン子爵 ヘンリー・ジョン・テンプル                     | 1855年2月6日 – 1858年2月19日    | エミリー・テンプル(旧姓ラム)                           |
| 第14代ダービー伯爵 エドワード・スミス＝スタンリー                    | 1858年2月20日 – 1859年6月11日   | エマ・スミス＝スタンリー(旧姓ブートレ＝ウィルブラハム) |
| 第3代パーマストン子爵 ヘンリー・ジョン・テンプル                     | 1859年6月12日 – 1865年10月16日  | エミリー・テンプル(旧姓ラム)                           |
| 初代ラッセル伯爵 ジョン・ラッセル                                    | 1865年10月29日 – 1866年6月26日  | フランセス・ラッセル(旧姓キニンマウンド)               |
| 第14代ダービー伯爵 エドワード・スミス＝スタンリー                    | 1866年6月28日 – 1868年2月25日   | エマ・スミス＝スタンリー(旧姓ブートレ＝ウィルブラハム) |
| ベンジャミン・ディズレーリ                                           | 1868年2月27日 – 1868年12月1日   | メアリー・ディズレーリ(旧姓エヴァンズ)                 |
| ウィリアム・グラッドストン                                           | 1868年12月3日 – 1874年2月17日   | キャサリン・グラッドストン(旧姓グリン)                 |
| 初代ビーコンズフィールド伯爵 ベンジャミン・ディズレーリ              | 1874年2月20日 – 1880年4月21日   | 無し                                                   |
| ウィリアム・グラッドストン                                           | 1880年4月23日 – 1885年6月9日    | キャサリン・グラッドストン(旧姓グリン)                 |
| 第3代ソールズベリー侯爵 ロバート・ガスコイン＝セシル                 | 1885年6月23日 – 1886年1月28日   | ジョージナ・ガスコイン＝セシル(旧姓アルダーソン)       |
| ウィリアム・グラッドストン                                           | 1886年2月1日 – 1886年7月20日    | キャサリン・グラッドストン(旧姓グリン)                 |
| 第3代ソールズベリー侯爵 ロバート・ガスコイン＝セシル                 | 1886年7月25日 – 1892年8月11日   | ジョージナ・ガスコイン＝セシル(旧姓アルダーソン)       |
| ウィリアム・グラッドストン                                           | 1892年8月15日 – 1894年3月2日    | キャサリン・グラッドストン(旧姓グリン)                 |
| 第5代ローズベリー伯爵 アーチボルド・プリムローズ                     | 1894年3月5日 – 1895年6月22日    | 無し                                                   |
| 第3代ソールズベリー侯爵 ロバート・ガスコイン＝セシル                 | 1895年6月25日 – 1899年11月20日  | ジョージナ・ガスコイン＝セシル(旧姓アルダーソン)       |
| 第3代ソールズベリー侯爵 ロバート・ガスコイン＝セシル                 | 1899年11月20日 – 1902年7月11日  | 無し                                                   |
| アーサー・バルフォア                                                 | 1902年7月11日 – 1905年12月5日   | 無し                                                   |
| サー・ヘンリー・キャンベル＝バナマン                                 | 1905年12月5日 – 1906年8月30日   | シャーロット・キャンベル＝バナマン(旧姓ブルース)       |
| サー・ヘンリー・キャンベル＝バナマン                                 | 1906年8月30日 – 1908年4月3日    | 無し                                                   |
| ハーバート・ヘンリー・アスキス                                       | 1908年4月5日 – 1916年12月5日    | マーゴット・アスキス(旧姓テナント)                     |
| デビッド・ロイド・ジョージ                                           | 1916年12月6日 – 1922年10月19日  | マーガレット・ロイド＝ジョージ(旧姓オーウェン)         |
| アンドルー・ボナー・ロー                                             | 1922年10月23日 – 1923年5月20日  | 無し                                                   |
| スタンリー・ボールドウィン                                           | 1923年5月23日 – 1924年1月16日   | ルーシー・ボールドウィン(旧姓リーズデール)             |
| ラムゼイ・マクドナルド                                               | 1924年1月22日 – 1924年11月4日   | 無し                                                   |
| スタンリー・ボールドウィン                                           | 1924年11月4日 – 1929年6月5日    | ルーシー・ボールドウィン(旧姓リーズデール)             |
| ラムゼイ・マクドナルド                                               | 1929年6月5日 – 1935年6月7日     | 無し                                                   |
| スタンリー・ボールドウィン                                           | 1935年6月7日 – 1937年5月28日    | ルーシー・ボールドウィン(旧姓リーズデール)             |
| ネヴィル・チェンバレン                                               | 1937年5月28日 – 1940年5月10日   | アン・チェンバレン(旧姓ド・ヴィア・コール)             |
| ウィンストン・チャーチル                                             | 1940年5月10日 – 1945年7月27日   | クレメンタイン・チャーチル(旧姓ホージアー)             |
| クレメント・アトリー                                                 | 1945年7月27日 – 1951年10月26日  | ヴァイオレット・アトリー(旧姓ミラー)                   |
| サー・ウィンストン・チャーチル                                       | 1951年10月26日 – 1955年4月6日   | クレメンタイン・チャーチル(ホージアー)                 |
| サー・アンソニー・イーデン                                           | 1955年4月6日 – 1957年1月9日     | クラリッサ・イーデン(スペンサー＝チャーチル)           |
| ハロルド・マクミラン                                                 | 1957年1月11日 – 1963年10月19日  | レディ・ドロシー・マクミラン(旧姓キャヴェンディッシュ) |
| 第14代ヒューム伯爵 アレック・ダグラス＝ヒューム                      | 1963年10月20日 – 1964年10月16日 | エリザベス・ダグラス＝ヒューム(旧姓アリントン)         |
| ハロルド・ウィルソン                                                 | 1964年10月16日 – 1970年6月19日  | メアリー・ウィルソン(旧姓ボールドウィン)               |
| エドワード・ヒース                                                   | 1970年6月19日 – 1974年3月4日    | 無し                                                   |
| ハロルド・ウィルソン                                                 | 1974年3月4日 – 1976年4月5日     | メアリー・ウィルソン(旧姓ボールドウィン)               |
| ジェームズ・キャラハン                                               | 1976年4月5日 – 1979年5月4日     | オードリー・キャラハン(旧姓モールトン)                 |
| マーガレット・サッチャー(旧姓ロバーツ)                               | 1979年5月4日 – 1990年11月28日   | デニス・サッチャー                                     |
| ジョン・メージャー                                                   | 1990年11月28日 – 1997年5月2日   | ノーマ・メージャー(旧姓ジョンソン)                     |
| トニー・ブレア                                                       | 1997年5月2日 – 2007年6月27日    | シェリー・ブレア(旧姓ブース)                           |
| ゴードン・ブラウン                                                   | 2007年6月27日 – 2010年5月11日   | サラ・ブラウン(旧姓マコーリー)                         |
| デーヴィッド・キャメロン                                             | 2010年5月11日 – 2016年7月13日   | サマンサ・キャメロン(旧姓シェフィールド)               |
| テリーザ・メイ(旧姓ブレイジャー)                                     | 2016年7月13日 – 2019年7月24日   | フィリップ・メイ                                       |
| ボリス・ジョンソン                                                   | 2019年7月24日 – 2021年5月29日   | 無し                                                   |
| ボリス・ジョンソン                                                   | 2021年5月29日 – 2022年9月6日    | キャリー・サイモンズ                                   |
| リズ・トラス                                                         | 2022年9月6日 – 2022年10月25日   | ヒュー・オレアリー                                     |
| リシ・スナク                                                         | 2022年10月25日 – 2024年7月5日   | アクシャタ・ムルティ                                   |
| キア・スターマー                                                     | 2024年7月5日 –                  | ヴィクトリア・スターマー                               |